# Павлодарски район
Павлодарски район (на казахски: Павлодар ауданы) е съставна част на Павлодарска област, Казахстан, с обща площ 5814 км2 и население 26 283 души (по приблизителна оценка към 1 януари 2020 г.).
Административен център е град Павлодар.